# Jan Riesenkampf
Jan Riesenkampf, född 1963 i Zabrze, Schlesiens vojvodskap, är en polsk författare, poet, essäist,  litteraturkritiker och översättare.